# Rineloricaria stewarti
Rineloricaria stewarti es una especie de peces de la familia Loricariidae en el orden de los Siluriformes.

## Morfología
Los machos pueden llegar alcanzar los 10 cm de longitud total.

## Distribución geográfica
Se encuentra en los ríos costeros de las Guayanas.